# Хелбі
Гелбі (ест. Helbi) — село в Естонії, входить до складу волості Меремяе, повіту Вирумаа.